# Евсеенко, Сергей Степанович
Сергей Степанович Евсеенко (6 (18) октября 1850 — 24 апреля (7 мая) 1915) — русский учёный-ветеринар, основоположник военно-полевой ветеринарной хирургии в России, магистр ветеринарных наук (1888), прозаик, публицист, тайный советник (1913).

## Биография
Из крестьян, позже отец работал на одной из текстильных фабрик п. Клинцы Черниговской губернии (ныне Брянская область Российской Федерации), где и был крещён в Петропавловском храме.
Образование получил сначала в Черниговской гимназии, в 1875 году окончил ветеринарное отделение Императорской медико-хирургической академии в Санкт-Петербурге.
Участвовал в русско-турецкой войне 1877—1878 годов, был награжден орденом.
Вся дальнейшая жизнь С. С. Евсеенко была связана с армией. До ухода в отставку (1912) занимал различные военно-ветеринарные должности — от ветеринарного врача конно-артиллерийской батареи до окружного ветеринара Московского военного округа, а затем окружного военно-ветеринарного инспектора Варшавского военного округа.
Одним из первых организовал системное лечебно-эвакуационное ветеринарное обеспечение, разработал систему этапного лечения конского состава в условиях военных действий. Магистерская диссертация С. С. Евсеенко «Огнестрельные раны костей» (1888) легла в основу его книги «Курс полевой военно-ветеринарной хирургии» (1890), первой в России крупной монографии на эту тему.
С. С. Евсеенко — создатель Общества практических ветеринарных врачей (Москва, 1881) и Общества военно-ветеринарных врачей (Варшава, 1895). Первым применил сыворотку против чумы крупного рогатого скота (1885), впервые испытал сыворотки против контагиозной плевропневмонии лошадей (1891) и сапа (1894).
Одновременно с профессиональной деятельностью С. С. Евсеенко занимался благотворительностью, собирал средства для бедных. Его творческая натура нашла проявление и в другом направлении: он основал и редактировал журнал Общества варшавских военно-ветеринарных врачей «Ветеринарный Сборник», организовал музыкально-драматическое общество.
Автор трудов по ветеринарной хирургии, эпизоотологии, микробиологии, ветеринарно-санитарной экспертизе, зоотехнике и др., а также публицистических произведений. За свою жизнь написал более 200 научных работ, главные из которых —
- «Познание лошади» (руководство для артиллерийских и кавалерийских команд, М., 1880),
- «Роль эпизоотологии проф. Раевского в ветеринарной литературе» (критический очерк, СПб., 1881),
- «Чума с точки зрения теории самовозникновения». СПб., 1881;
- «Ветеринарная медицина и ветеринарные врачи» (исторический очерк, Москва, 1882)
- «Естественная выработка иммунитета в природе». М., 1886;
- «Бездымный порох и огнестрельные раны будущих войн». Варшава, 1895;
- «Очерки, рассказы, сцены». Варшава, 1907.
- ряд статей в «Архиве Ветеринарных наук» (с 1875), «Ветеринарном Вестнике» (с 1883), «Фармацевте» (с 1893), «Ветеринарном Деле» (с 1887), «Вестнике Общественной Ветеринарии» (с 1891) и др.

Известна крылатая фраза С. С. Евсеенко: «Медицина охраняет человека, ветеринарная медицина оберегает человечество» («Эпизоотии как ближайший источник эпидемий», 1884).
В конце 90-х годов XIX века в летние месяцы путешествовал по Малороссии, посетил Полтавскую, Харьковскую, Черниговскую губернии. Свои впечатления от тогдашней Украины он изложил в книге «Под ясным небом Малороссии. Путевые заметки и наблюдения».